# San Francisco Shock
Die San Francisco Shock ist ein US-amerikanisches professionelles Overwatch-eSport-Team mit Sitz in San Francisco, Kalifornien. Das Team ist eines von zwölf Gründungsmitgliedern der OWL und war das dritte Franchise, dessen Markenauftritt offiziell von Activision Blizzard bekannt gegeben wurde. Die Organisation gehört der amerikanischen eSport-Organisation NRG esports.

## Roster

### Spieler
| Nr. | Alias      | Name                    | Nationalität       | Position |
| --- | ---------- | ----------------------- | ------------------ | -------- |
| 1   | super      | Matthew DeLisi          | Vereinigte Staaten | Tank     |
| 7   | Striker    | 권남주 - NamJu Gwon     | Südkorea           | DPS      |
| 64  | FDGod      | Brice Monsçavoir        | Frankreich         | Support  |
| 11  | ChoiHyoBin | 최효빈 - Choi Hyobin    | Südkorea           | Tank     |
| 5   | smurf      | 유명환 - Myeonghwan Yoo | Südkorea           | Tank     |
| 17  | Viol2t     | 박민기 - Minki Park     | Südkorea           | Support  |
| 13  | Twilight   | 이주석 - Juseok Lee     | Südkorea           | Support  |
| 47  | ta1yo      | Sean Taiyo Henderson    | Japan              | DPS      |
| 6   | nero       | Charlie Zwarg           | Vereinigte Staaten | DPS      |
| 21  | Glister    | 임길성 - Lim Gil-seong  | Südkorea           | DPS      |

Stand: 30. Juni 2020